# Међународна скала за нуклеарне инциденте
Међународна скала за нуклеарне инциденте, ИНЕС (енгл. International Nuclear Event Scale), је намењена брзој комуникацији у случају нуклеарног инцидента који може имати утицај на нуклеарну безбедност. Међународна агенција за нуклеарну енергију ју је представила јавности 1990.
Скала је испирисана Рихтеровом скалом која се користи у случају земљотреса, где је сваки ниво скале 10 пута озбиљнији него претходни ниво исте скале. 
Велики број критеријума се користи приликом разврставања одређеног догађаја везаног за нуклеарну безбедност. Постоји 7 нивоа у поменутој скали, с тим што су 3 нивое инцидента, а 4 представљају нивое несреће-катастрофе.

Према подацима Међународне агенција за атомску енергију ИАЕА, седми ниво опасности, који је на пример везан за догађаје у Чернобиљу, подразумева велико ослобађање радијације уз распрострањен утицај по здравље и околину, односно нуклеарну катастрофу са широко распрострањеним последицама по људе и околину.
Према изјавама званичника у јапанској Агенцији за нуклеарну и индустријуску безбедност (NISA) 12. априла 2011, степен опасности у нуклеарној централи Фукушима подигнут је са петог (који је по тежини био идентичан инциденту који се догодио 1979. на острву Три миље у Сједињеним Државама), на највиши, седми ниво на међународној скали нуклеарних догађаја. Разлог за подизање ниво је;
- све веће количине радиоактивних материја које се и даље ослобађају у ваздух и море,
- велика количина радијације која је ослобођена у атмосферу из хаварисаног постројења,(која 240 километара северно од Токија, износи 10 одсто од количине радијације ослобођене у Чернобиљу)

Према прелиминарним подацима, укупна количина изложености радијацији премашила је годишњу границу од једног милисиверта у подручјима која се простиру преко 60 километара северозападно од нуклеарке Фукушима и око 40 километара у правцу југ-југозапад, (јавила је агенција Кјодо).